# لی کریک، استرالیای جنوبی

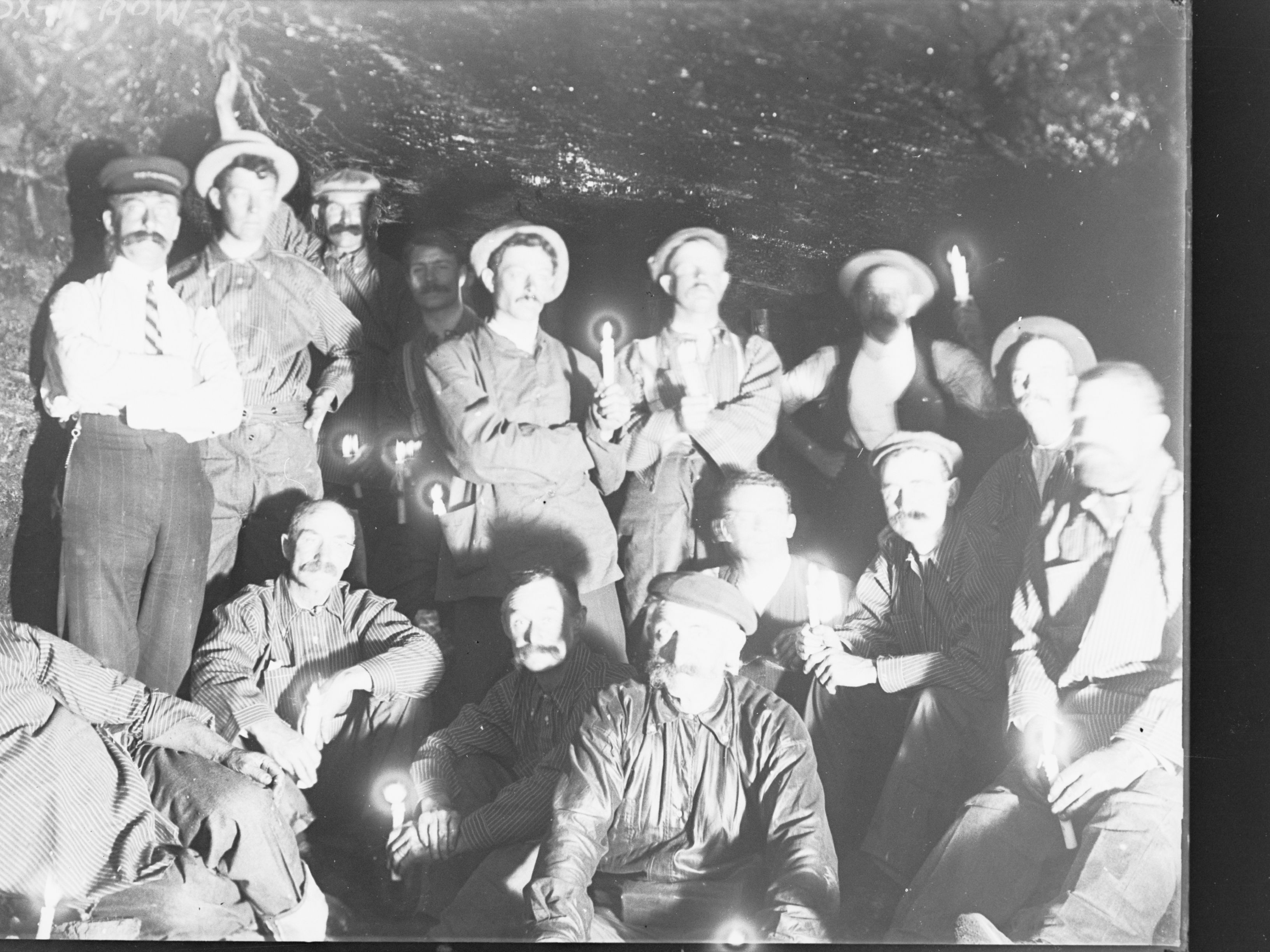
مهاجران منطقه لی کریک استرالیا

لی کریک (به انگلیسی: Leigh Creek) یک شهرک در استرالیا است که در استرالیای جنوبی واقع شده‌است.